# Juliana Suter
Juliana Suter, född 23 april 1998, är en schweizisk utförsåkare som representerar Stoss.
Hon tävlar i alla discipliner.
Hennes främsta internationella merit är en dubbelseger i störtlopp i Europacupen 2018.

## Resultat

### Europacupen
| DH – Störtlopp, SL – Slalom, GS – Storslalom, SG – Super-G, AC – Alpin kombination, CE – City Event/Parallelslalom, PG – Parallelstorslalom | DH – Störtlopp, SL – Slalom, GS – Storslalom, SG – Super-G, AC – Alpin kombination, CE – City Event/Parallelslalom, PG – Parallelstorslalom | DH – Störtlopp, SL – Slalom, GS – Storslalom, SG – Super-G, AC – Alpin kombination, CE – City Event/Parallelslalom, PG – Parallelstorslalom | DH – Störtlopp, SL – Slalom, GS – Storslalom, SG – Super-G, AC – Alpin kombination, CE – City Event/Parallelslalom, PG – Parallelstorslalom | DH – Störtlopp, SL – Slalom, GS – Storslalom, SG – Super-G, AC – Alpin kombination, CE – City Event/Parallelslalom, PG – Parallelstorslalom | DH – Störtlopp, SL – Slalom, GS – Storslalom, SG – Super-G, AC – Alpin kombination, CE – City Event/Parallelslalom, PG – Parallelstorslalom |
| Säsong | Datum | Plats | Disciplin | Placering | Detaljer |
| --- | --- | --- | --- | --- | --- |
| 2018 | 21 december 2017 | Val di Fassa - Passo San Pellegrino | DH | Etta | Resultat |
| 2018 | 21 december 2017 | Val di Fassa - Passo San Pellegrino | DH | Etta | Resultat |